# Google Play
Google Play, първоначално Android Market, е онлайн магазин за софтуер, разработен от Google. Tой служи като официален магазин за приложения за операционната система Android, позволявайки на потребителите да преглеждат и свалят приложения, разработени под Android и публикувани през Google. Google Play също така служи като дигитален магазин, който предлага музика, списания, книги, филми и тв сериали. Потребителите също така може и да закупуват хардуерни устройства през услугата, като Chromebook, Google Nexus-брандирани телефони, Chromecast и аксесоари.
Приложенията биват безплатни и платени. Те могат да бъдат свалени директно на Android смартфони, таблети или телевизори чрез приложението Google Play или чрез сайта. Тези приложения са целенасочени към потребители, базирани на хардуера на тяхното устройство, например телефон с акселерометър (за игри със завиване) или с предна камера (за онлайн видео разговори).
На 6 март 2012 г., с обединяването на Android Market, Google Music и Google eBook store, услугата е преименувана на Google Play, за да съвпадне с ребрандирането на стратегията за цифровото софтуерно разпространение от Google. Услугите под крилото на бранда Google Play са: Google Play Music, Google Play Books, Google Play Newsstand, Google Play Movies & TV и Google Play Games. Google Play магазинът е достигнал над 3,5 милиона публикувани приложения и над 82 милиарда сваляния.

## Каталог

### Пускане на пазара
Google обявява Android Market на 28 август 2008 г. и го прави достъпен за потребителите на 22 октомври 2008 г. На 13 февруари 2009 г. е въведено поддържането на платени приложения за разработчици от САЩ и Великобритания, с добавяне на още 29 страни на 30 септември 2010 г.

### Музика
На 16 ноември 2011 г. Google представи Google Play Music с музикален магазин, интеграция с Google+ и закупуване на музика. Обявено е партньорството между Google и трите най-големи лейбъли Universal Music Group, EMI, Sony Music Entertainment, както и много други малки лейбъли. За да отпразнуват пуска, неколцина музиканти предоставят промоционално безплатни свои сингли, както и ексклузивни албуми чрез магазина. The Rolling Stones направиха своя дебют с живия запис Brussels Affair|Brussels Affair (Live 1973), както и Pearl Jam с живия си концерт в Торонто 9.11.2011 Toronto, Canada.
Облачен медия плеър е подсказан на годишната конференция, давана от Google през 2010 г., където зам.-председателят на отдела по социални мрежи Вик Гундотра показа отделение „Музика“ в мобилното приложение (тогава) Android Market. Музикалната стрийминг услуга е представена на 10 май 2011 г. на конференцията Google I/O като Бета Музика и пусната официално като Google Music, преди ребрандирането към Google Play. Услугата поддържа стрийминг към Android устройства и уеб-браузъри, които поддържат Adobe Flash Player. При пуска услугата е достъпна само с покана и само за жители на САЩ. През ноември 2011 г. услугата е пусната публично, но все още само за жители на САЩ.
Според Google има стотици безплатни песни в Google Play и милиони за закупуване. Потребителите също така могат да качват до 20 000 от личната си колекция песни безплатно. Песните в Google Play Music са на цени 1,29 ш.д., 0,99 щ.д., 0,69 щ.д. и безплатни. Потребителите също така получават предположения, базирани на песните, които слушат най-много. Google Play Music може да се слуша на сайта на Google Play или на Android и iOS устройства. Също така песните могат да бъдат запазвани за по-късно слушане, когато нямат интернет.
Google също така отбеляза, че „от време на време ние ще показваме ексклузивни концерти и интервюта“.
Услугата позволява на потребителите автоматично да създават плейлисти от „песни, които са близки по звучене“  използвайки функция, позната като Instant Mix.
Достъпни са и алтернативни плейъри за услугата, например G-Ear за Mac, и GMusic Архив на оригинала от 2018-01-29 в Wayback Machine. за Windows.
На 29 октомври 2012 г. Google оповести, че Google Play в САЩ и Европа ще получи съвпадение на песни: възможността Google да сканира личната колекция от песни на потребителите и да ги направи достъпни онлайн, без нуждата те да бъдат лично добавяни. Google също така обяви партньорството си с Warner Music Group, единственият голям лейбъл, който не присъства в услугата. Google съобщи, че потребителите във Франция, Германия, Италия, Испания, и Обединено Кралство ще могат да купуват музика от Google Play от 13 ноември 2012 г.
Към ноември 2014 г. Google Play Music е достъпна в 59 страни из света.
На 3 ноември 2014 г. услугата стана достъпна официално на територията на България, на цена 8,99 лв. на месец, като конкурира Spotify, който е официално пуснат декември 2013 г. на цена 9,99 лв. Всеки, който се абонира за пълен достъп до 7 януари, таксата на месец ще е 7,99 лв.

#### Музика пълен достъп
На 15 май 2013 г. по време на конференцията Google I/O Google представи Google Play Music All Access („музика пълен достъп“), музикална стрийминг платформа, която дебютира незабавно в САЩ на цена 9,99 щ.д. месечно (7,99 щ.д., ако се абонирате преди 30 юни 2013 г.). Новата услуга позволява на потребителите да комбинират каталога на All Access с личната си колекция от до 20 000 песни.

### Книги
Google Play Books (Google Play Книги) предлага над 4 милиона заглавия. Закупените книги са запазвани в облака и са достъпни както онлайн, така и офлайн чрез официалния сайт и приложенията за Android и iOS.
На 15 май 2013 г. Google обнови официалното приложение и за двете платформи, ъпдейтът позволи на потребителите да качват свои книги във формат PDF и EPUB. На потребителите е даден лимит от 1000 книги безплатно, стига те да са до 50 MB.. На 1 март 2014 г. лимитът за качване е удвоен на 100 MB.
Google Play Books е само лиценз за четене на книга. Ако купувачът пътува в страна, където услугата не е достъпна, тогава книгите в устройството може да бъдат изтрити. В такъв случай книгите ще трябва да бъдат свалени отново, щом пътникът се завърне в страна, където книгите се продават.
Към ноември 2014 г. Google Play Books са достъпни в 61 държави. България не присъства в списъка.
Въпреки че в България услугата не е достъпна за закупуване официално, има различни хакове, чрез които може да използвате качването на до 1000 книги, както и да купувате същите.

### Новини и списания
Google Play предлага покупка на списания в САЩ, Австралия, Канада и Обединено кралство.
На 20 ноември 2013 г. Google Play Magazines („списания“) е преименуван на Google Play Newsstand („павилион“) и комбиниран с функциите на Google Currents и Magazines в един общ продукт, който предлага абонамент за списания, уеб фийдове и сървърно генерирани актуални фийдове.

### Филми и TV сериали
Според Google, има хиляди филмови заглавия и сериали, достъпни на Google Play Movies & TV, някои с висока разделителна способност (HD), включително комедии, драма, анимации, екшън и документални. Филмите могат да бъдат взимани под наем или купувани и гледани на сайта на Google Play или чрез обособеното приложение за Android. Някои заглавия са достъпни само за наемане, някои само за купуване, а други и за двете. Сериалите могат да бъдат купувани по отделни епизоди или по сезони, но не могат да бъдат наемани. Също така потребителите могат да запазят филмите и сериали за офлайн гледане и да ги гледат по-късно, чрез приложението.
Филмите са достъпни в 70 страни. Към началото на 2015 г. телевизионните сериали са достъпни само в Австралия, Канада, Япония, САЩ и Обединеното кралство.

### Игри
Google Play Games е услуга, проектирана за Android, iOS и уеб, чиито функции са: мултиплейър в реално време, постижения, класация и облачно запазване. Тази услуга е подобна на тази на Apple, която носи името Game Center. Въпреки че от октомври 2013 г. вече става популярна, все още е лимитирана до няколко заглавия, като Super Stickman Golf 2, PBA Bowling, World of Goo, Osmos HD и други.
Услугата е представена на Google I/O 2013 г. заедно с много други нови услуги, също така е създадено приложение на 24 юли 2013 г. на събитие, наречено „Закуска със Сундар Пичай“ (Директор на отдела за Android и Хром ОС) заедно с новия Nexus 7 II, Android 4.3 и Chromecast.

### Магазин
Play Store, първоначално Android Market, е дигитално софтуерно приложение за дигитална дистрибуция за Android, разработено и поддържано от Google. Приложението позволява на потребителите да търсят и свалят музика, книги, списания, филми, сериали и приложения от Google Play.
Android Market е ребрандиран на Play Store на 6 март 2012 г. Android Market се обновява автоматично, така че старите устройства да не останат назад.

#### Приложения и ръст на свалянията
Към 30 юли 2013 г. в Google Play има над 1 000 000 приложения, които са били сваляни над 50 милиарда пъти.
| Година  | Месец     | Приложения | Сваляния    |
| ------- | --------- | ---------- | ----------- |
| 2009 г. | март      | 2300       |             |
| 2009 г. | декември  | 16 000     |             |
| 2010 г. | март      | 30 000     |             |
| 2010 г. | април     | 38 000     |             |
| 2010 г. | август    | 80 000     | 1 милиард   |
| 2010 г. | октомври  | 100 000    |             |
| 2011 г. | май       | 200 000    | 3 милиарда  |
| 2011 г. | юли       | 250 000    | 6 милиарда  |
| 2011 г. | октомври  | 319 000    |             |
| 2011 г. | декември  | 380 297    | 10 милиарда |
| 2012 г. | януари    | 400 000    |             |
| 2012 г. | февруари  | 450 000    |             |
| 2012 г. | май       | 500 000    |             |
| 2012 г. | юни       | 600 000    | 20 милиарда |
| 2012 г. | септември | 675 000    | 25 милиарда |
| 2012 г. | октомври  | 700 000    |             |
| 2013 г. | февруари  | 800 000    |             |
| 2013 г. | април     | 850 000    | 40 милиарда |
| 2013 г. | май       |            | 48 милиарда |
| 2013 г. | юли       | 1 000 000  | 50 милиарда |

#### Употреба и ценова структура

##### За потребители
Google Play филтрира списъка от приложения до такива, които са съвместими с устройството на потребителя. В допълнение, потребителите могат да бъдат изправени пред допълнителни ограничения за избор на приложения, ако разработчиците са обвързани в своите приложения към определени оператори или държави. Операторите могат да забранят някои приложения, например приложения за свързване.
Към май 2011 г. в 131 страни потребителите могат да купуват платени приложения от Android Market. Някои оператори предлагат директно таксуване за покупки от Google Play. Покупки на нежелани приложения могат да бъдат възстановени в рамките на 15 минути от времето на сваляне. Няма изискване Android приложенията да се придобиват от Google Play. Потребителите могат да изтеглят Android приложения от уеб сайта на разработчика или чрез трета страна, алтернативна на Google Play.

##### За разработчици
Google Play приложението не е с отворен код. Само Android устройства, които отговарят на изискванията за съвместимост на Google може да инсталират и да имат достъп до приложението на Google със затворен код Google Play App, подлежащо на лицензионно споразумение с Google, което е безплатно.
Разработчиците от 31 страни могат да разпространяват приложения в Google Play. Въпреки това разработчиците заплащат 25 щатски долара (еднократно) за регистрация като разработчик в Google Play. Разработчиците на приложения получават 70% от цената на приложението, а останалите 30%, се разпределят между мобилни оператори и посредници при разплащанията. Google сама по себе си не получава процент. Приходите, реализирани от Google Play, се плащат на разработчиците чрез сметки в Google Checkout, или чрез Google AdSense в някои страни. Важно е да се спомене, че в някои страни може да се разпространяват приложения, но те трябва да са безплатни, например България. Пак обаче трябва да се заплати 25 щатски долара такса за регистрация.